# 8-я Кордунская ударная дивизия
8-я Кордунская ударная дивизия НОАЮ (сербохорв. Осма кордунашка ударна дивизија НОВJ / Osma kordunaška divizija NOVJ) — военное подразделение НОАЮ, участвовавшее в Народно-освободительной войне Югославии. Носила имя «ударной» с 16 июня 1944.

## История
Сформирована 22 ноября 1942 по распоряжению Иосипа Броза Тито. В состав были включены изначально 4-я и 5-я кордунские бригады, а также 6-я приморско-горянская, однако 5 декабря 1942 последнюю заменили на 15-ю кордунскую.
Начала свой боевой путь во время операции «Вайсс I», будучи не полностью сформированной (в составе была только 4-я кордунская бригада, действовавшая совместно с 13-й пролетарской ударной бригадой). Во время операции она на равнине Жумберок боролась против 7-й горной дивизии СС «Принц Ойген», обороняя линию Карловац-Петриня и сёла Слунь и Велика-Кладуша. Немцы прорвались с фланга и ударили дивизии в тыл, вследствие чего она вынуждена была отступить к Лике. В ходе зимы при помощи 6-й пролетарской дивизии она вела успешные боевые действия и в апреле 1943 взяла Оточац, а в мае атаковала Госпич.
В течение 1943 года дивизия участвовала в боях против немецких, итальянских, хорватских войск и отрядов чётников в долине Купы и Уны. В ноябре 1943 года дивизия взяла Глину, а в декабре дала отпор 15-му и 69-му корпусам в рамках операции «Пантера». В марте 1944 года в Плашчанской долине она отбила очередную атаку, а в апреле штурмовала Цазин в рамках операции «Шах».
С июня по июль совместно с 34-й хорватской дивизией и словенскими партизанами дивизия вела боевые действия против немецких и коллаборационистских гарнизонов в Покупле, Турополе, Жумбераке, Белой Краине, а с августа и сентября — в Кордуне, Лике и Бане. Солдаты дивизии разрушали коммуникации и выбивали гарнизоны из городов. В конце октября 1944 года дивизия вступила в Цазинскую Крайну, где вела бои за Цазин до ноября 1944 года. Зимой она удерживала коммуникации Лики и Кордуна, выбивая оттуда силы 15-го корпуса. Позднее в дивизию вошли мусульманская бригада НОАЮ, созданная из боснийцев-мусульман, и Крайнский партизанский отряд из словенцев и сербов. В конце войны дивизия в составе 4-й армии освобождала Бихач, Лику и Триест.
Указом от 16 июня 1944 получила почётное наименование «ударной» за выдающиеся успехи.